# Манюня: Приключения в деревне
«Манюня: Приключения в деревне» — российско-армянский приключенческий фильм режиссёра Дениса Гуляра, снятый по мотивам книг Наринэ Абгарян и её воспоминаний из её детства. События фильма происходят после фильма «Манюня: Приключения в Москве».

## Сюжет
Наступил июнь, и была сильная жара. В один счастливый день позвонила бабушка Настя из деревни Кощеево и пригласила Ба, Манюню, Наринэ и Каринэ к себе в гости. Они приехали на поезде и познакомились там с Алёнкой, над которой издевались три хулигана Егор, Митя и Коля, отбирая у неё её же соломенную игрушку. Девочки заступились за Алёнушку и избили хулиганов. В благодарность она показала им всю свою деревню, познакомила с другими жителями деревни и поиграла с ними. Когда девочки вернулись к Ба и Насте, они сначала долгое время занимались огородом. После этого они вместе с бабушками отправились в баню, где бабушкам понравилась, а девочкам было так не комфортно, что они потом всю ночь не могли уснуть. На следующий день всё началось повторяться, как и вчера. Они также спасли Алёнку от тех же самых хулиганов, также гуляли и играли вместе с ней, потом занимались огородом, страдали в бане и не могли уснуть. И так они страдали четыре дня, а переселились они в деревне Кощеево на две недели.
На пятый день, когда они припугнули хулиганов, чтобы они без драки сами отдали куклу Алёнке и перестали издеваться над ней, девочки рассказали, что хотят, чтобы две недели пролетели быстро. Мальчики посоветовали им пойти к одной старушке по кличке Бабаха, которая, по слухам, является колдуньей и может исполнить любое желание, если они выполнят для неё три задания. Алёнка рассказывает девочкам, что это колдунья злая и что она держит в страхе всю деревню, так как, по слухам, она насылает на всех сглаз и вся деревня суеверно верит в эти слухи, а также у неё когда-то был свой муж, которого она превратила в ворона, чтобы тот жил сто лет и служил ей. Однако девочки решили осмелиться пойти к ней, так как им нужно сделать так, чтобы время для них пролетело быстро. В это время к Насте возвращается её племянник Иван, который влюблён в Василису, дочь Игоря Елисеевича, который не подпускает к своей дочери никаких мужчин. Ба и Настя решают помочь Ивану добиться одобрения Игоря, чтобы Василиса вышла замуж за Ивана. Манюня, Наринэ и Карина по советам бабушки Насти берут с собой булавки, чтобы защитить себя от возможного сглаза, и отправляются к Бабахе. Придя к Бабахе, девочки просят её, чтобы она помогла им ускорить время, и обещают ей выполнить любые её сложные задания. Первым заданием она попросила их добыть аленький цветочек, который растёт на кактусе Игоря Елисеевича. В это время, когда хулиганы вновь встретились с Алёнкой, последняя припугнула их, соврав, что девочки решили поменять своё желание и вместо ускорения времени попросить колдунью наказать мальчиков. Хулиганы испугались того, что они будут прокляты, и решили помешать девочкам добыть нужные ингредиенты.
Пока Ба и Настя вместе с Иваном пытались задобрить Игоря, девочки пробрались незаметно на участок земли Елисеевича и решили украсть цветок кактуса без разрешения, так как они боялись, что бабушки что-то заподозрят, если они напрямую попросят разрешения. Манюня и Наринэ добывали цветок из кактуса, а Карина следила за спящим сторожевым псом, которого разбудили хулиганы, кидая в его будку камни, спровоцировав Карину отойти назад и опрокинуть бочку, которая разбила кактус. Девочки добыли цветок и успели убежать. Игорь решил по ошибке, что это Иван испортил его кактус, и прогнал его. Девочки принесли цветок Бабахе, и вторым заданием она попросила их добыть с очень высокого дерева скорлупу яиц орла, которого она назвала Жар-Птицей. Девочки вместе с сопровождением Алёнки находят высокое дерево с гнездом орла и поднимают туда Манюню, чтобы она достала скорлупу, однако в гнезде все яйца были целые и птенцы ещё не вылупились из них. Пока девочки думали, как достать скорлупу, птенцы уже начали вылупляться. В этот момент пришли хулиганы и под предлогом просто поговорить начали им мешать. Внезапно прилетает орёл и отпугивает девочек с мальчиками, прогнав их прочь от своих деток. К счастью, Манюня добыла скорлупу вылупившихся яиц.
В это время Ба и Настя испекли пирог в качестве извинения и пришли к Игорю, который пришёл на совещание вместе с Олегом Андреевичем. Секретарша не пропускала их, так как у Олега совещание. Ба в порывах ярости толкнула секретаршу и выбила дверь. Когда она захотела подойти с пирогом в руках и спокойно поговорить, секретарша схватила Ба за ногу и та, чуть не упав, испачкала Олегу деловой костюм своим пирогом. Испугавшись ярости Олега, бабушки побежали к мотоциклу с Иваном и быстро уехали, случайно при этом сбив бампер «Жигулей» Олега. Девочки приносят Бабахе яичную скорлупу, и последним заданием для них стало добыть в полдень живую воду из одного источника в лесу, куда идти опасно. Бабаху начала мучать совесть, так как идти в лес девочкам будет очень опасно и она только хотела признаться им в том, что она на самом деле никакая не колдунья, но не успела. Девочки отобрали у неё карту и сбежали, намереваясь выполнить до конца все задания Бабахи. Когда девочки вместе с Алёнкой обсуждали поход в лес, хулиганы отобрали у девочек карту и решили сами добыть живую воду, чтобы попросить старушку превратить девочек в жаб.
На следующий день девочки незаметно для всех взрослых отправились в лес, куда им запрещали ходить. Найдя там мальчиков, которые к полудню добыли живую воду, начали погоню. Убегая от главных героинь, хулиганы попались в ловушку из сети, и девочки решили припугнуть их, что оставят их тут одних на съедение диким животным, если они не отдадут им живую воду. Внезапно появляется медведь и собирается съесть мальчиков. Карина вспоминает, что она читала в журнале «Мурзилка», что медведей можно успокоить, спев им колыбельную. Девочки и мальчики начинают вместе петь колыбельную «Спят усталые игрушки», после чего медведь ложится на бок и засыпает. После этого девочки освобождают мальчиков, а последние извиняются, признаются, почему они их преследовали, и отдают им живую воду. Иван в это время решил действовать сам без помощи бабушек, устроился у Олега работать его личным водителем и вместе с ним пошёл к Игорю, чтобы попросить руки и сердца у Василисы. Следом за ними пришли бабушки. Ба просит у Игоря прощения, и последний одобряет свадьбу его дочери с Иваном.
Девочки возвращаются к Бабахе, извиняются за украденную карту и приносят ей последний ингредиент. Бабаха признаётся девочкам, что на самом деле она не колдунья, а обычная старушка, про которую давно пускали ложные слухи, а все жители деревни были очень суеверные. Три ингредиента же нужны были вовсе не для того, чтобы ускорить время, а для того, чтобы приготовить лекарство для больной хромой ноги Бабахи. Она приготавливает их трёх добытых ингредиентов мазь и снова начинает ходить на своих двоих. Во время свадьбы Ивана и Василисы девочки привели Бабаху на свадьбу, где многие жители испугались её и требовали прогнать. Девочки же начали ругать взрослых и оправдывать Бабаху, что она сама ни в чём не виновата и что она никого вовсе не проклинала никогда. Все гости на свадьбе успокаиваются и позволяют Бабахе повеселиться на свадьбе вместе с ними. После этого две недели прошли незаметно. Мальчики перестали хулиганить и приставать к Алёнке. Егор и Алёнка подружились, а Ба вместе с девочками возвращаются на поезде домой в Берд.

## В ролях
| Актёр                  | Роль                     |
| ---------------------- | ------------------------ |
| Екатерина Темнова      | Манюня Шац               |
| Карина Каграманян      | Наринэ Абгарян           |
| Каринэ Мнацаканян      | Карина Абгарян           |
| Джульетта Степанян     | Роза Иосифовна Шац, «Ба» |
| София Петрова          | Алёнка                   |
| Ольга Волкова          | бабушка Настя            |
| Ольга Тумайкина        | секретарша Олега         |
| Оскар Кучера           | Олег Андреевич           |
| Олег Комаров           | Игорь Елисеевич          |
| Евдокия Германова      | Бабаха                   |
| Марк Андреасян         | Митя                     |
| Климентий Кривоносенко | Егор                     |
| Андрей Андреев         | Коля                     |
| Анастасия Крылова      | Василиса                 |
| Анастасия Крылова      | Иван                     |
| Надежда Меньшова       | Светлана                 |
| Юрий Миронцев          | Ярослав                  |
| Максим Коновалов       | главный Кощей            |

## Производство
За создание фильма «Манюня: Приключения в деревне» отвечала Продюсерская компания братьев Андреасян, которая работала над всеми предыдущими картинами франшизы, как полнометражными, так и многосерийными.
9 октября 2024 года кинокомпания «Атмосфера Кино» опубликовала в интернете трейлер к данному фильму.

## Премьера
Премьера фильма в мировом прокате состоялась в кинотеатрах с 14 ноября 2024 года, в то время как в Москве 9 ноября того же года прошло мероприятие в кинотеатре «Октябрь».

## Кассовые сборы
За первые выходные проката фильм «Манюня: Приключения в деревне» заработал в российских кинотеатрах 138 с половиной миллионов рублей. За вторую неделю проката фильм собрал двести миллионов рублей, а за последнюю третью неделю проката фильм собрал триста миллионов рублей.

## Продолжение
13 февраля 2025 года в прокат выйдет четвёртый фильм франшизы «Манюня: День рождения Ба», по сюжету которого подружки готовятся к большому семейному торжеству. По словам создателей, фильмы «Манюня: Приключения в деревне» и «Манюня: День рождения Ба» станут заключительными в истории Манюни и всей франшизы.
Одновременно с фильмом «Манюня: Приключения в деревне» перед началом фильма для рекламной компании показывали трейлер следующего фильма «Манюня: День рождения Ба».